# Roger Grisey
Pour les articles homonymes, voir Grisey.
Roger Grisey, né le 15 novembre 1907 à Besançon et mort le 18 novembre 1976 à Toulouse, est un résistant français, Compagnon de la Libération. Employé de l'industrie pétrolière ayant eu une expérience militaire, il décide de se rallier à la France libre en 1940 et participe aux combats de la Seconde Guerre mondiale en Afrique et en France au sein de la 2e division blindée

## Biographie

### Jeunesse et engagement
Fils d'un mécanicien de la compagnie PLM, Roger Grisey naît le 15 novembre 1907 à Besançon. Après son certificat d'études, il part pour Nantes où il étudie à l'école nationale professionnelle Livet. En 1927, il décide de s'engager dans l'armée pour deux ans et participe à la campagne du Maroc. De retour à la vie civile, il travaille à la Standard française des pétroles comme chef de secteur,.

### Seconde Guerre mondiale
Lors de la mobilisation de 1939, il est affecté dans le génie avec le grade de caporal-chef et participe à la bataille de France l'année suivante. Le 17 mai 1940, dans le massif des Ardennes, il est blessé au bras droit par un éclat d'obus. Hospitalisé à Dax puis à Argenton-sur-Creuse, il doit être amputé de deux phalanges. Démobilisé, il se retire à Paris mais ne supporte pas l'occupation allemande. Le 24 octobre 1940, il comparaît devant un tribunal militaire allemand pour s'être battu avec un officier de la wehrmacht sur la place de la gare Saint-Lazare. Relâché, il décide de se rallier à la France libre et parvient à se rendre à Gibraltar le 16 avril 1941.
Engagé dans les forces françaises libres, il est envoyé en Afrique-Équatoriale française et affecté à la colonne Leclerc, future 2e DB, dont il intègre la 1re compagnie de découverte et de combat (RTST). Il participe avec son unité à la guerre du désert en Libye puis à la campagne de Tunisie. Promu sergent et muté au régiment de marche du Tchad (RMT), il débarque en Normandie en août 1944 avec la 2e DB puis, après la bataille de Normandie, participe à la libération de Paris. Suivant l'avancée de la division, il prend part à la bataille des Vosges au cours de laquelle il est à nouveau blessé par un éclat d'obus, cette fois à la cuisse droite. Remis sur pied, il avance jusqu'en Allemagne où il termine la guerre au sein de la compagnie automobile du RMT avec le grade de lieutenant.

### Après-Guerre
Après la guerre, Roger Grisey retrouve son emploi au sein de la Standard française des pétroles qui devient Esso en 1952,. Nommé directeur, il exerce à La Rochelle puis à Quimper. Il quitte ensuite la société et devient commerçant.
Roger Grisey meurt le 18 novembre 1976 à Toulouse. Il est inhumé à Bayonne.

## Décorations
|  |  |  |  |  |  |
|  |  |  |  |  |  |
|  |  |  |  |  |  |

| Chevalier de la Légion d'honneur                  | Chevalier de la Légion d'honneur | Chevalier de la Légion d'honneur | Compagnon de la Libération Par décret du 2 juin 1943  | Compagnon de la Libération Par décret du 2 juin 1943  | Compagnon de la Libération Par décret du 2 juin 1943  | Croix de guerre 1939-1945                                            | Croix de guerre 1939-1945                                            | Croix de guerre 1939-1945                                            |
| Médaille des blessés de guerre                    | Médaille des blessés de guerre   | Médaille des blessés de guerre   | Médaille coloniale Avec agrafes "Fezzan" et "Tunisie" | Médaille coloniale Avec agrafes "Fezzan" et "Tunisie" | Médaille coloniale Avec agrafes "Fezzan" et "Tunisie" | Médaille commémorative des services volontaires dans la France libre | Médaille commémorative des services volontaires dans la France libre | Médaille commémorative des services volontaires dans la France libre |
| Chevalier de l'ordre du Nichan Iftikhar (Tunisie) |                                  |                                  |                                                       |                                                       |                                                       |                                                                      |                                                                      |                                                                      |